# 정아로
정아로(ARO, 본명: 서정아, 1992년 8월 11일 ~ )는 대한민국의 가수이다. 2018년 싱글 앨범 [착한 딸]로 데뷔했다. '정아로'라는 이름은 자신의 본명인 '서정아와 '아로새기다'라는 순 우리말을 결합해서 만들었으며, '마음속에 또렷이 기억 되는 가수'라는 의미이다.

## 활동

### 공연
- <아로새김> 단독 콘서트 (2019)
- MLF 미니멀라이프페스티벌 (정튠＋정아로＋그래쓰) (2020)
- 2021 윤딴딴의 포스트 인 (2021)
- 누군가의 플레이리스트 Track. 38 정아로 단독 콘서트 (2021)
- 누군가의 플레이리스트 Track. 47 참솜x정아로 콜라보 콘서트 (2022)
- 제25회 보령머드축제 - 머드앤드발라드 (2022)
- 윤딴딴 여름 2022: 딴딴월드 (2022)
- Another Nice Day #33 (2022)
- 그랜드 민트 페스티벌 2022 (2022)
- <Always> 발매기념 토크 콘서트 (2022)
- 다시, 안녕 단독 콘서트(2023)
- Have A Nice Day #9 - SEOUL (2023)
- 마음의 날씨 (2023)

### 방송
- 청춘스타 (2022) - Top108

## 음원·음반·참여곡

### 싱글
- 착한 딸 (2018.07.04)
- 그대는 어디로 (2019.05.30)
- 시소 (2019.07.29)
- 0시 0분 (2019.09.30)
- Winter track (2019.12.09)
- 서로 (2020.03.01)
- Carry (2020.05.03)
- 안아줘 (2020.09.26)
- 암적응 (2020.11.26)
- 마음 (2021.03.31)
  - 마음 (Inst.)
- 흩어지는 기억 중에 (2021.12.12)
- 첫사랑 (2023.03.13)

### EP
- Always (2022.10.22)
  - 1. 뭐해
  - 2. Day 1 (TITLE)
  - 3. 쉬운 사랑
  - 4. 그대는 그대로
  - 5. 나의 달 (TITLE)

- Remain (2023.08.26)
  - 1. 마음의 날씨
  - 2. 사랑만으로 다 되는 일들 (TITLE)
  - 3. 5월의 구름
  - 4. 오래 (TITLE)
  - 5. 남아

### 참여 앨범
- 아름다웠네 (2014.02.07 / With)
- 사포 <선선한 바람> (2019.10.08 / 피처링)
- 야간버스 (2019.11.30 / 작사, 작곡)
- 소나기 (2022.06.27 / 인도행 티켓 OST)
- So Nice (GMF2022 Ver.) (2022.10.15 / 피처링)
- 여기까지 (Feat. 여락이들) (2023.02.12 / 작사, 작곡)
- 우연일까 (2023.06.27 / voice)
- 거의 다 왔어 (2023.08.24 / 작사, 작곡)